# اچ‌ام‌اس ادینبرو (۱۸۸۲)
اچ‌ام‌اس ادینبورگ (۱۸۸۲) (به انگلیسی: HMS Edinburgh (1882)) یک کشتی بود که طول آن ۳۲۵ فوت (۹۹ متر) بود. این کشتی در سال ۱۸۸۲ ساخته شد.